# Expedición Antártica Nacional Escocesa
La Expedición Antártica Nacional Escocesa o Expedición Scotia (según la denominación oficial en inglés, Scottish National Antarctic Expedition, SNAE, abreviada en español como EANE) fue una expedición científica a la Antártida que tuvo lugar entre 1902 y 1904, organizada y dirigida por William Speirs Bruce, un científico especializado en ciencias naturales y antiguo estudiante de medicina de la Universidad de Edimburgo. Bruce había pasado la mayor parte de la década de 1890 realizando expediciones en la Antártida y en las regiones árticas, y ya en 1899 era el científico del Reino Unido con más experiencia en las zonas polares. En marzo de ese año, presentó una solicitud para unirse a la Expedición Antártica Nacional, más tarde conocida como Expedición Discovery del capitán Robert Falcon Scott. Sin embargo, su propuesta de ampliar el objetivo de la expedición al cuadrante del mar de Weddell, utilizando un segundo buque, fue rechazada por ser propia de una «rivalidad maliciosa» por el presidente de la Royal Geographical Society (RGS), Sir Clements Markham. Como consecuencia, la expedición escocesa (EANE) siguió adelante como una organización independiente, contando con la financiación privada de algunas empresas.
Aunque eclipsada en términos de prestigio por la Expedición Discovery, la EANE llevó a cabo un programa completo de exploración y estudios científicos. Sus logros incluyen la instalación de una estación meteorológica controlada por un equipo de hombres, la primera en territorio antártico, y el descubrimiento de nuevas tierras al este del mar de Weddell. Su gran colección de especímenes biológicos y geológicos, junto con los obtenidos por Bruce en viaje anteriores, constituyeron la colección inicial del Laboratorio Oceanográfico de Escocia, que creó en 1906. La expedición ha sido descrita como «la expedición científica más rentable, con diferencia, y la más cuidadosamente planificada de la Edad Heroica», aunque su regreso a casa en julio de 1904 fue silenciado, en contraste con la recepción que se ofreció dos meses más tarde a la vuelta del Discovery.
Bruce no recibió honores ni reconocimiento formal del Gobierno británico y a los miembros de la expedición se les negó la prestigiosa Medalla Polar a pesar de la fuerte presión que se hizo para su concesión. Después de la EANE, Bruce no volvió a realizar más expediciones antárticas, aunque hizo viajes regulares al Ártico. Su serio enfoque científico de las exploraciones polares no estaba de moda en su época, pero sus logros han tenido permanencia, a diferencia de los conseguidos por los grandes aventureros polares Scott, Amundsen y Shackleton, que pronto desaparecieron de la conciencia pública. El monumento conmemorativo permanente de la EANE es la estación meteorológica de las Orcadas, que se creó en 1903 como «Omond House» en la isla Laurie de las Orcadas del Sur, y que está operando de manera continua desde entonces.

## Antecedentes

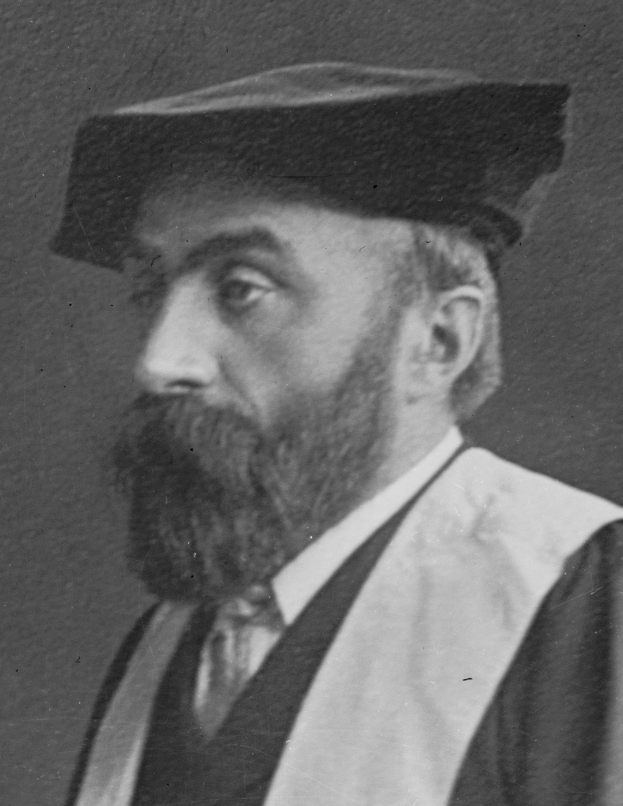
William Speirs Bruce fue un científico polar, naturalista y oceanógrafo escocés nacido en Londres, que organizó y dirigió la Expedición Antártica Nacional Escocesa de 1902-1904. Hizo muchos viajes a las regiones árticas, tanto con fines científicos como comerciales.

Durante sus años de estudiante, Bruce se preocupó por formarse en ciencias naturales y en oceanografía, realizando cursos de verano con distinguidos profesores como Patrick Geddes y John Arthur Thomson. También pasó mucho tiempo trabajando voluntariamente con el oceanógrafo John Murray, ayudándole a clasificar los especímenes recolectados durante la Expedición Challenger (1872-74). En 1892, Bruce abandonó sus estudios de medicina por completo, y se embarcó en un viaje a la Antártida en el ballenero Balaena, buque de la Expedición Ballenera Dundee de 1892-93. A su regreso, comenzó a organizar su propia expedición a Georgia del Sur, alegando que «el sabor que se me ha quedado me ha abierto el apetito», pero no pudo obtener financiación. Luego trabajó en una estación meteorológica en la cima del Ben Nevis, en Escocia, el monte más alto del Reino Unido, antes de incorporarse a la Expedición Jackson-Harmsworth (1894-97) a la Tierra de Francisco José en el Ártico, como ayudante científico. Entre 1897 y 1899 hizo más viajes al Ártico: primero un viaje privado organizado por el mayor Andrew Coats a Spitzberg, y después, a Nueva Zembla, como científico en el buque de exploración ártica Princess Alice. Este barco era propiedad del Príncipe Alberto de Mónaco, un oceanógrafo de renombre que se convirtió en defensor y amigo de Bruce.
Después de regresar del Ártico en 1899, Bruce envió una larga carta a la Royal Geographical Society (RGS) de Londres, solicitando un puesto como científico en la principal expedición antártica que la RGS estaba organizando, una expedición que sería conocida posteriormente como Expedición Discovery. Su experiencia reciente hacía «poco probable que hubiese otra persona en las islas Británicas en este momento mejor cualificada». La carta de Bruce, en la que detallaba todos sus méritos, fue recibida pero no contestada hasta un año más tarde. Para entonces, Bruce tenía otras ideas y aspiraciones muy distintas a lograr un puesto de auxiliar del equipo científico. Propuso que la expedición incluyese un segundo barco, financiado aparte por mecenas escoceses, y cuyo trabajo sería explorar el cuadrante del mar de Weddell, mientras el buque principal de la expedición se dirigía a la zona del mar de Ross. Esta propuesta fue calificada por el presidente de la RGS, Sir Clements Markham, como «maliciosa», lo que provocó un acalorado intercambio epistolar entre ambos, decidiendo Bruce proceder por su cuenta. De este modo nació la idea de identificar la expedición por él organizada como una iniciativa escocesa. Bruce recibió apoyo de la rica familia Coats, que estaban dispuestos a dar de todo corazón su apoyo financiero a una expedición escocesa bajo su patronazgo. Este tema provocó una duradera enemistad entre Bruce y Markham.

## Preparativos

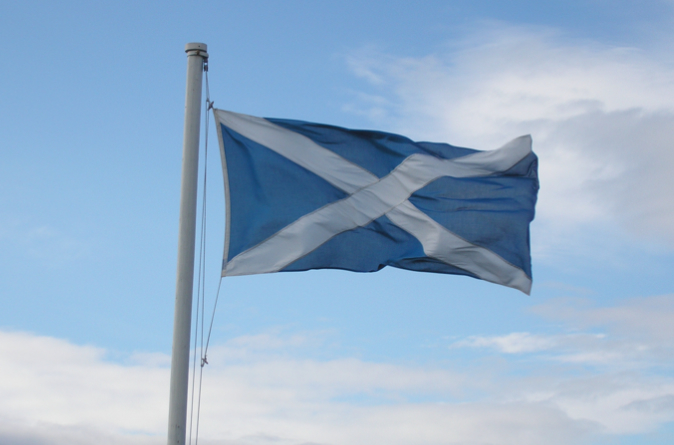
La bandera escocesa, saltire, también emblema de la expedición.

### ElScotia
En el otoño de 1901, Bruce adquirió el ballenero noruego Hekla por un importe de 2.620£ (equivalentes a unas 200.000£ en 2008). Durante los meses siguientes, el barco fue completamente reacondicionado para convertirse en un buque de investigación antártica, con dos laboratorios, un cuarto oscuro, y una considerable cantidad de equipo especializado. Se instalaron en la cubierta dos enormes cilindros rotatorios, cada uno con 11.000 m de cable, para permitir la pesca de arrastre en aguas profundas y así poder capturar especímenes marinos para su estudio. Se instalaron además equipos para hacer sondeos de profundidad, para recoger muestras de agua a distintas profundidades así como muestras del fondo marino y realizar observaciones meteorológicas y del magnetismo terrestre. El casco fue reforzado para resistir las enormes presiones del hielo antártico y el barco se reequipó con motores auxiliares. Estos trabajos aumentaron los costes a la cantidad de 16.700£ (equivalentes a 1,3 millones de libras esterlinas en 2008), cantidad aportada por la familia de Coats que donó 30.000 de las 36.000 libras esterlinas del total de los gastos de la expedición. El barco fue rebautizado como Scotia y en agosto de 1902 estuvo listo para las pruebas de mar.

### Personal
El equipo científico al mando de Bruce constaba de seis personas: el zoólogo era David Wilton que, al igual que Bruce, había sido miembro de la Expedición Jackson-Harmsworth y había adquirido grandes conocimientos de esquí y conducción de trineos durante varios años que pasó viviendo en el norte de Rusia; Robert Rudmose Brown (1879-1957), de la Universidad de Dundee y anteriormente ayudante en el Departamento de Botánica del Museo Británico, era el botánico del equipo; el Dr. James Harvie Pirie, que había trabajado en la oficina de la Expedición Challenger a las órdenes de John Murray, era el geólogo, bacteriólogo y médico oficial de la expedición; Robert Mossman dirigió el trabajo meteorológico y magnético; y Alastair Ross, un estudiante de medicina, era el taxidermista.
Bruce Thomas Robertson fue nombrado capitán del Scotia. Era un experimentado marino del Ártico y de la Antártida que había comandado la caza de ballenas en el buque Active en la Expedición Ballenera Dundee. El resto de los 25 oficiales y tripulantes, que firmaron un compromiso de servicio por tres años, eran todos escoceses y expertos navegantes en gran parte por mares helados, cuando habían cazado ballenas.

### Objetivos
Los objetivos de la expedición fueron publicados en la Revista Geográfica de Escocia y en el Diario Geográfico de la RGS en octubre de 1902. Estos objetivos incluían la creación de una estación invernal «tan cerca del Polo Sur como sea posible», el estudio de las aguas profundas del océano Antártico, y las observaciones sistemáticas y la investigación de la meteorología, la geología, la biología y la topografía. El carácter esencialmente escocés de la expedición lo expresó el periódico The Scotsman poco antes de la salida: 

El líder y todos los científicos y marineros miembros de la expedición son escoceses; los fondos se han recogido en su mayor parte a este lado de la frontera, es resultado del esfuerzo de personas no ligadas a organismos oficiales, y a diferencia de la otra expedición que trabaja simultáneamente con ésta en la exploración de la Antártida, no ha recibido ninguna ayuda del Gobierno
 The Scotsman

## La expedición

### Primer viaje (1902-03)

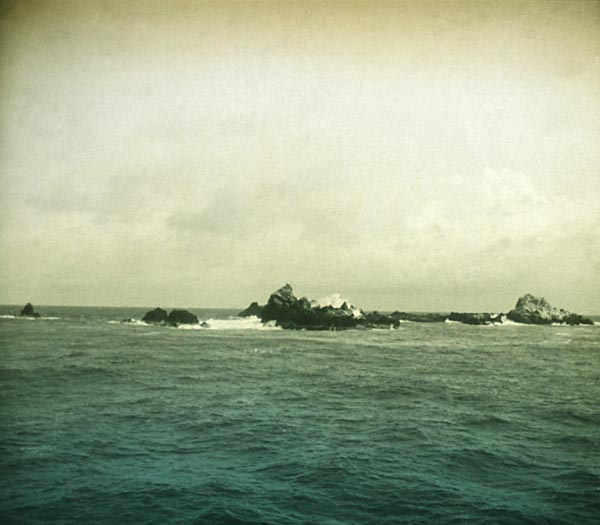
Una fotografía del archipiélago de San Pedro y San Pablo, tomada durante el viaje al sur de la Expedición Antártica Nacional Escocesa en diciembre de 1902.

El Scotia partió del puerto de Troon, Escocia, el 2 de noviembre de 1902. En su camino hacia el sur recaló en el puerto irlandés de Dún Laoghaire; en Funchal, Madeira; y después en las islas de Cabo Verde, antes de una tentativa infructuosa que se hizo para desembarcar en el deshabitado, pequeño y aislado archipiélago de San Pedro y San Pablo. Este intento casi le costó la vida al geólogo de la expedición y médico, James Harvie Pirie, quien tuvo la suerte de escapar de un mar infestado de tiburones, tras caer al agua mientras intentaba saltar a las rocas. El Scotia alcanzó Puerto Stanley, en las islas Malvinas, el 6 de enero de 1903, donde se reaprovisionó y siguió viaje hacia la Antártida.
El 26 de enero, el Scotia zarpó para ir a las aguas antárticas. Se encontraron el 3 de febrero con una gruesa capa de hielo a 40 km de las islas Orcadas del Sur, lo que obligó a tener que maniobrar con el barco. Al día siguiente, el Scotia fue capaz de moverse y alcanzar tierra en un lugar de la pequeña isla Saddle, donde recogieron un gran número de especímenes botánicos y geológicos. Las condiciones del hielo impidieron todo progreso hasta el 10 de febrero, cuando el barco fue capaz de continuar hacia el sur «navegando a vela a siete nudos sin problemas». El 17 de febrero alcanzaron los 64°18′ S y, cinco días más tarde, pasaron los 70°S, adentrándose en el mar de Weddell. Poco después se encontraron de nuevo con el hielo, lo que puso en peligro el barco, por lo que el capitán Robertson puso rumbo al norte tras haber alcanzado los 70°25′ S.
Al no haber podido alcanzar tierra en la Antártida, la expedición tuvo que decidir dónde invernar. La cuestión era de cierta urgencia, ya que el mar pronto se congelaría impidiendo la navegación, con el riesgo de quedar atrapados. Bruce decidió volver a las islas Orcadas del Sur y encontrar un fondeadero allí. A pesar de que su objetivo declarado era el de invernar lo más al sur posible, las Orcadas del Sur estaban a más de 3.200 km del Polo Sur, pero ese lugar más al norte tenía sus ventajas. El relativamente breve período durante el cual el barco estaría inmovilizado por el hielo, permitiría disponer de más tiempo para la pesca de arrastre y las operaciones de dragado de los fondos marinos a principio de la primavera. Además, las islas estaban bien situadas para instalar una estación meteorológica y su relativa proximidad a Sudamérica posibilitaba el que la estación que se estableciera fuese permanente.

Islas Orcadas del Sur, lugar donde Bruce decidió encontrar un fondeadero; de igual forma, sirvió como un sitio base de éste.

Les costó un mes de duro navegar para que el Scotia alcanzase las islas. Después de varios intentos frustrados para encontrar un fondeadero adecuado, y con el timón del barco seriamente dañado por el hielo, encontraron finalmente una bahía protegida en la orilla sur de la isla Laurie, la más oriental de las islas del archipiélago. El 25 de marzo, el barco quedó anclado y asegurado, quedando el punto de anclaje a medio kilómetro de la costa, entre el hielo. El barco fue rápidamente convertido en su cuartel de invierno, los motores fueron desmontados, las calderas vaciadas y se dispuso una lona sobre la cubierta a modo de toldo. Bruce estableció un amplio programa de trabajo que incluía la toma de datos meteorológicos, la pesca de arrastre para obtener muestras de las especies marinas de la zona cuando el hielo lo permitía, excursiones botánicas, y la recolección de especímenes biológicos y geológicos. La principal tarea realizada durante ese período fue la construcción de un edificio de piedra que bautizaron como «Omond House» (casa de Omond) en honor de Omond Robert, director del Observatorio de Edimburgo, y que era un buen valedor de la expedición. Este edificio estaba destinado a ser el alojamiento del equipo que permanecería en la isla Laurie para trabajar en la estación meteorológica. El edificio fue construido con materiales locales, empleando piedra y con un techo de planchas de madera y lona. La casa tenía unos 36 metros cuadrados, con dos ventanas y cuartos equipados para seis personas. Rudmose Brown escribió: «Teniendo en cuenta que no teníamos ni mortero ni albañiles, la casa ha quedado muy bien, será muy resistente, yo creo que será permanente, durará casi un siglo».

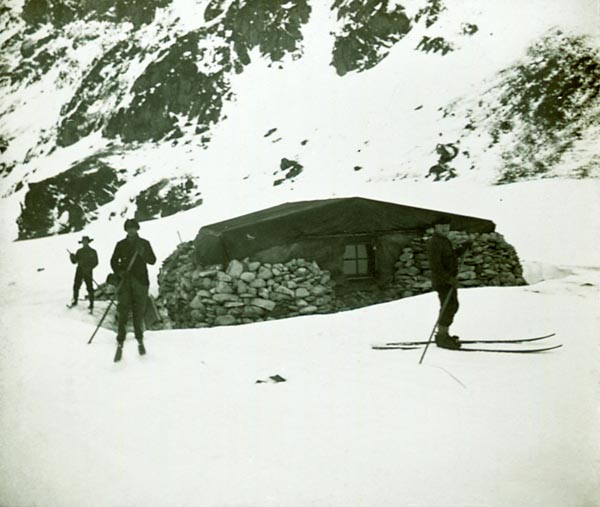
La Odmon House en 1903.

En general, los miembros del equipo gozaban de una excelente salud. La excepción era el ingeniero del buque, Allan Ramsay, que había estado enfermo del corazón en las islas Malvinas durante el viaje de ida. Ramsay optó por continuar con la expedición, pero su enfermedad se agravó de manera constante y conforme avanzaba el invierno, se fue debilitando. Murió el 6 de agosto, y fue enterrado en la isla.
Conforme iba llegando la primavera se incrementaba el nivel de actividad, haciéndose más viajes en trineos tirados por perros, en algunos alcanzaron las islas vecinas. Construyeron una cabaña de madera para realizar observaciones sobre magnetismo y se levantó un montículo de piedra, de unos tres metros de alto, en el que se colocaron mástiles para izar la Bandera del Reino Unido y la de Escocia. Se puso al Scotia en condiciones de navegar, pero permaneció en el hielo durante los meses de septiembre y octubre y no fue hasta el 23 de noviembre que los fuertes vientos de la bahía rompieron el hielo, lo que permitió al barco flotar libremente. Cuatro días más tarde, partieron hacia Puerto Stanley, dejando un grupo de seis hombres al mando de Robert Mossman en la Omond House.

### Buenos Aires (1903–04)

Mapa de la isla Laurie mostrando la ubicación de la Base Orcadas, antiguamente la «Omond House».

El 2 de diciembre, la expedición llegó a Puerto Stanley donde recibieron las primeras noticias del mundo exterior. Después de una semana de descanso, el Scotia zarpó hacia Buenos Aires para ser reparado y abastecido para otra temporada de exploración. Bruce tenía que tratar otros asuntos en la ciudad, ya que quería persuadir al gobierno argentino para que asumiese el control de la estación meteorológica de la isla Laurie después de finalizar la expedición. Durante el viaje a Buenos Aires, el Scotia encalló en el estuario del Río de la Plata y quedó varado durante varios días antes de volver a flotar libremente, siendo remolcado hasta el puerto el 24 de diciembre.
Durante las cuatro semanas siguientes, mientras el buque estaba en dique seco, Bruce negoció con el gobierno argentino sobre el futuro de la estación meteorológica. Fue asistido por el ministro residente británico, el cónsul británico y el Dr. W. G. Davis, que era director de la Oficina Meteorológica Argentina. Cuando contactaron por cable con el Foreign Office británico, éste no puso ninguna objeción al asunto. El 20 de enero de 1904, Bruce firmó un acuerdo por el que tres asistentes científicos del gobierno argentino viajarían de regreso a la isla Laurie para trabajar allí durante un año, bajo la dirección de Robert Mossman, como etapa previa a un acuerdo final. A continuación, entregó oficialmente el edificio de la «Omond House», su mobiliario, provisiones y todos los instrumentos magnéticos y meteorológicos al gobierno argentino. La estación fue rebautizada como Base Orcadas y se ha mantenido operativa desde entonces, siendo reconstruida y ampliada en varias ocasiones.
Varios de los miembros de la tripulación original fueron dados de baja mientras el barco permaneció atracado en Buenos Aires, unos por enfermedad y otros por su mal comportamiento en algunas tareas de descarga, siendo sus sustitutos reclutados en la ciudad. El Scotia zarpó de nuevo para la isla Laurie el 21 de enero, llegando allí el 14 de febrero. Una semana más tarde, después de haber dejado instalado al equipo meteorológico de relevo que debía permanecer allí durante un año, al cabo del cual sería relevado por la cañonera argentina Uruguay, el Scotia partió para su segundo viaje al mar de Weddell.

### Segundo viaje (1904)

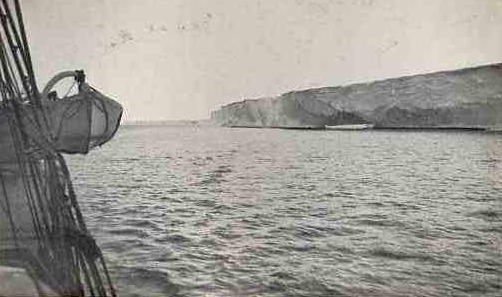
Costa de la Tierra de Coats, descubierta por la EANE en marzo de 1904, fotografiada en 1915 durante la expedición de Ernest Shackleton.

El Scotia se dirigió hacia el sureste, hacia la zona oriental de las aguas del mar de Weddell con el tiempo en calma. La capa de hielo no apareció hasta después de cruzar el Círculo polar antártico, y pudieron navegar sin problemas hasta el 3 de marzo, día en el que se encontraron con una gruesa capa de hielo que obligó al barco a detenerse en la posición 72°18′S, 17°59′W. Se hizo un sondeo revelando que allí el mar tenía una profundidad de 2.068 m, que comparados con los 4.500 m que había sido la profundidad que habían medido hasta la fecha, sugería que se acercaban a tierra. Unas horas más tarde llegaron a una barrera de hielo que les bloqueaba el avance hacia el sudeste. En los días siguientes fueron bordeando la barrera hacia el sur durante unos 240 km. Un sondeo a casi 4 km del borde de la barrera dio una profundidad de sólo 291 m, lo que indicaba la presencia de una masa de tierra detrás de la barrera. Al cabo de poco tiempo, la línea de tierra firme se hizo ligeramente visible, y Bruce la bautizó como Tierra de Coats, nombre de sus principales patrocinadores. Esta fue la primera señal positiva hallada de los límites orientales del mar de Weddell en altas latitudes, y sugería que el mar podría ser considerablemente más pequeño de lo que se había supuesto anteriormente. Una proyectada visita en trineo a la Tierra de Coats por parte de Bruce fue abandonada debido al estado de los hielos marinos.

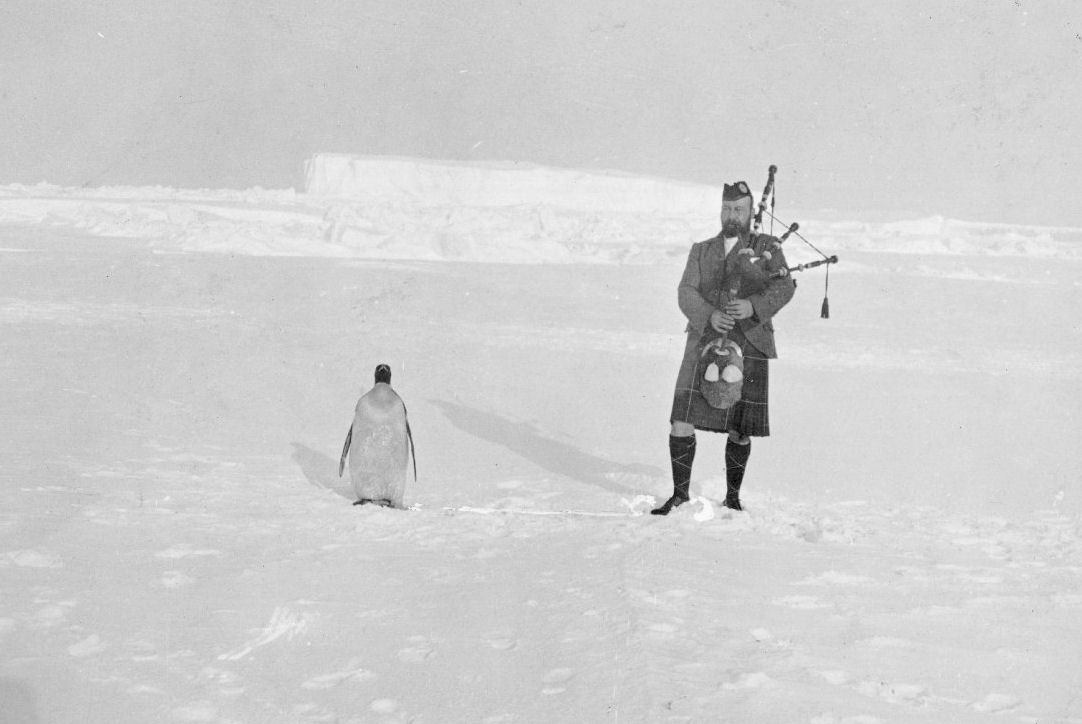
El gaitero Gilbert Kerr tocando música a un pingüino, 25 de marzo de 1904.

El 9 de marzo de 1904, el Scotia llegó a una latitud de 74°1′ S, el punto más al sur al que consiguió avanzar. En este punto, el buque quedó rápidamente rodeado por el hielo, haciéndose posible que quedasen atrapados todo el invierno. Fue durante este período de inactividad cuando el gaitero Gilbert Kerr fue fotografiado tocando su instrumento junto a un pingüino. Sin embargo, el 13 de marzo pudieron salir del hielo y comenzaron a moverse lentamente hacia el noreste gracias al motor de vapor. A lo largo de esta parte del viaje se llevó a cabo un programa de sondeos de profundidad y de pesca con redes de arrastre, recogiendo muestras del fondo del mar, y recopilando así una formidable cantidad de información oceanográfica y biológica del mar de Weddell.
El Scotia puso rumbo a Ciudad del Cabo por una ruta que lo llevó a la Isla de Gough, una proyección volcánica aislada en medio del Atlántico que nunca había sido visitada por un equipo científico. El 21 de abril, Bruce y otros cinco hombres pasaron un día en tierra recogiendo especímenes. El buque continuó después hasta Ciudad del Cabo, arribando el 6 de mayo. Después de llevar a cabo más trabajos de investigación en el área de la bahía de Saldanha, el Scotia inició el regreso a casa el 24 de mayo. Hicieron escala en la isla de Santa Helena y en la isla Ascensión.

## Epílogo

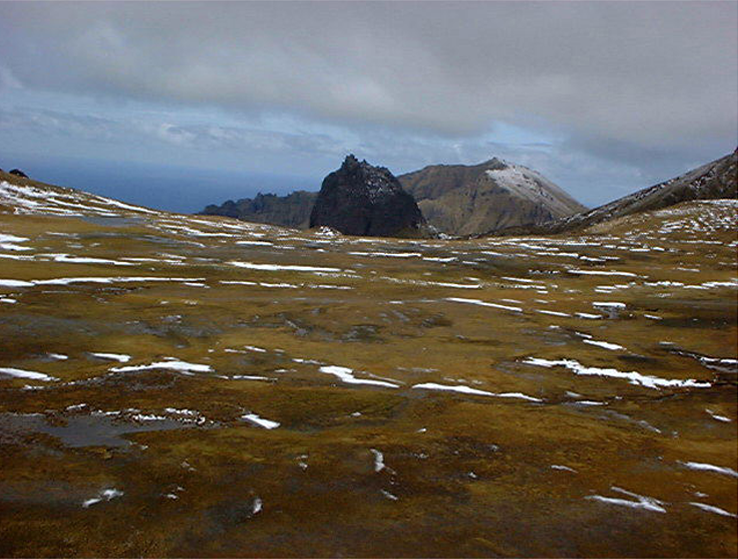
Isla de Gough, visitada por la EANE a su regreso del mar de Weddell en 1904, (fotografiada en 2005 por Stephen Chown).

La expedición fue recibida calurosamente en Clyde cuando regresó el 21 de julio de 1904. Se celebró una recepción oficial para 400 personas en la Estación Biológica Marina de Millport, en la que John Murray leyó un telegrama de felicitación del rey Eduardo VII. Bruce se presentó con la Medalla de oro de la Royal Scottish Geographical Society y el capitán Robertson con la medalla de plata.
Uno de los logros de la expedición fue la catalogación de más de 1.100 especies de vida animal, 212 de ellas desconocidas hasta esta fecha para la ciencia. Sin embargo, no hubo reconocimiento oficial de Londres, donde por presiones de Markham, el EANE fue ignorado y denigrado. A ninguno de sus miembros se le concedió la prestigiosa Medalla Polar, que sí se otorgó a los integrantes de la Expedición Discovery cuando regresaron a casa dos meses después del Scotia. La Medalla Polar también se concedió después de cada una de las expediciones realizadas por Sir Ernest Shackleton y también a los de la expedición del australiano Douglas Mawson. Bruce luchó durante toda su vida contra lo que consideraba una grave injusticia, un desaire para su país y para su tripulación, pero su lucha fue en vano. El comportamiento de los organismos oficiales de Londres con Bruce y los miembros de la EANE pudo ser debido al abierto nacionalismo escocés de Bruce, que se refleja en el prólogo de la nota que mandó a Rudmose Brown cuando escribió la historia de la expedición, en la que dijo: 

Si bien la Ciencia era el talismán de la Expedición, Escocia estaba representada en su pabellón, y es posible que, al tratar de servir a la humanidad mediante la adición de otro eslabón a la cadena de oro de la ciencia, hemos demostrado también que la nación de Escocia es un poder que debe ser tenido en cuenta.
William Speirs Bruce

Una importante consecuencia de la expedición fue la creación, por parte de Bruce, del Laboratorio Oceanográfico de Escocia (Scottish Oceanographical Laboratory) en Edimburgo, que fue oficialmente inaugurado por el Príncipe Alberto de Mónaco en 1906. El laboratorio sirvió para varios propósitos: como depósito para la gran colección de especímenes biológicos, zoológicos y geológicos acumulados durante el viaje, y también durante los viajes anteriores de Bruce al Ártico y al Antártico; como una base desde la cual se podrían preparar los informes científicos de la EANE; como cuartel general donde los exploradores polares podrían reunirse (Nansen, Amundsen y Shackleton lo visitaron); y un lugar donde planificar futuras expediciones polares escocesas. De hecho, aunque Bruce siguió visitando el Ártico con fines científicos y comerciales, nunca organizó otra expedición antártica ya que sus planes para un viaje transcontinental antártico se vieron frustrados por falta de financiación. Los informes científicos de la EANE requirieron muchos años para completarse; la mayoría fueron publicados entre 1907 y 1920, pero un volumen se retrasó hasta 1992. Una propuesta para convertir el Laboratorio en un Instituto Oceanográfico Nacional Escocés no llegó a buen puerto, de nuevo por dificultades de financiación. Bruce se vio obligado a cerrarlo en 1919. William Speirs Bruce murió dos años más tarde, con 54 años de edad.
En ese momento, la expedición apenas si era recordada incluso en Escocia y ha seguido siendo eclipsada por la historia polar más glamurosa de las aventuras de Scott y Shackleton. En esas historias las referencias a la expedición de Bruce suelen limitarse a una breve mención, con poca atención a sus logros. Bruce carecía de carisma, no tenía ninguna habilidad para las relaciones públicas («... era punzante como el cardo escocés», según un amigo de toda la vida), y tenía un don especial para ganarse enemigos poderosos. Sin embargo, en palabras del profesor y oceanógrafo Tony Rice, su expedición llevó a cabo «un programa más amplio que el de cualquier otra expedición antártica anterior o posterior».
El Scotia fue requisado durante la Primera Guerra Mundial sirviendo como carguero. El 18 de enero de 1916 se incendió y se quemó en un banco de arena en el canal de Bristol. Cien años después, en 2003, una expedición utilizó la información recopilada por la EANE como base para examinar el cambio climático en Georgia del Sur durante el siglo pasado. Esta expedición afirmó que su contribución al debate internacional sobre el calentamiento global sería un digno testimonio de la investigación pionera de la EANE.